# 1402 pr. n. št.

## Smrti
- Šjang Džja, sedemnajsti ali osemnajsti kralj kitajske dinastije Šang (* ni znano)